# Igors Sokolovs
Igors Sokolovs, född den 17 augusti 1974, är en lettisk friidrottare som tävlar i släggkastning.
Sokolovs har deltagit i två VM, både 2007 och 2009 utan att ta sig till finalen. Vid Olympiska sommarspelen 2008 blev han också utslagen i kvalet. 
Han deltog vid IAAF World Athletics Final 2009 där han slutade på andra plats bakom Primož Kozmus.

## Personliga rekord
- Släggkastning - 80,14 meter från 2009